# 石田力哉
石田 力哉（いしだ・りきや、1979年9月7日 - ）はオランダのNFLヨーロッパのアムステルダム・アドミラルズでプレーするアメリカンフットボールプレイヤー。ポジションはLB（大学時代はDL）。大阪府出身。
身長184cm、体重112kg。関西学院大学学生時代は関西学院大学ファイターズのプレイヤーとして活躍し、2001年シーズンには甲子園ボウルMVPを獲得するなどの活躍を見せた。
現在は、Xリーグ「アサヒビールシルバースター」に在籍中。

## 「スポーツマンNo.1決定戦」での成績
- 2005年にスポーツマンNo.1決定戦に初出場し、SPIN OFFとWORK OUT GUYSでNo.1を獲得し、総合6位入賞を果たす。特にWORK OUT GUYSではプロスポーツマンで唯一40秒台を記録し、現プロスポーツマン記録保持者を持ち、その記録は破られてはいない。
- 2006年は、パワーバトル怪力世界一決定戦に出場。SPIN OFFでは頭脳、スピード、パワーを活かして前々回のSPIN OFFの覇者のボブ・サップ、琴欧州、アラン・カラエフといったパワー系選手を撃破し、SPIN OFF連覇を達成。さらにはTHE GALLON THROWでは6m00cmを記録し、河口正史の持つアメフト記録を塗り替えた。